# Manhattan (Illinois)
Manhattan és una població dels Estats Units a l'estat d'Illinois. Segons el cens del 2000 tenia 3.330 habitants.

## Demografia
Segons el cens del 2000, Manhattan tenia 3.330 habitants, 1.144 habitatges, i 870 famílies. La densitat de població era de 381,5 habitants/km².
Dels 1.144 habitatges en un 46,2% hi vivien nens de menys de 18 anys, en un 65,6% hi vivien parelles casades, en un 7,3% dones solteres, i en un 23,9% no eren unitats familiars. En el 20,3% dels habitatges hi vivien persones soles el 6,6% de les quals corresponia a persones de 65 anys o més que vivien soles. El nombre mitjà de persones vivint en cada habitatge era de 2,91 i el nombre mitjà de persones que vivien en cada família era de 3,41.
Per edats la població es repartia de la següent manera: un 32,4% tenia menys de 18 anys, un 8% entre 18 i 24, un 33,1% entre 25 i 44, un 19,2% de 45 a 60 i un 7,3% 65 anys o més.
L'edat mediana era de 32 anys. Per cada 100 dones de 18 o més anys hi havia 96,3 homes.
La renda mediana per habitatge era de 55.559 $ i la renda mediana per família de 62.865 $. Els homes tenien una renda mediana de 50.174 $ mentre que les dones 30.865 $. La renda per capita de la població era de 21.666 $. Aproximadament l'1% de les famílies i el 3,6% de la població estaven per davall del llindar de pobresa.

## Poblacions properes
El següent diagrama mostra les poblacions més properes.